# 스튜어트 코플랜드
스튜어트 코플랜드(Stewart Copeland, 1952년 7월 16일 ~ )는 미국의 음악가이자 록 밴드 폴리스의 드러머이다. 폴리스의 활동 중단 기간 동안 여러 밴드에서 활동했으며, 여러 영화의 사운드트랙의 작곡을 담당했다. 2010년 롤링 스톤 잡지가 선정한 역사상 가장 위대한 100명의 드러머 7위에 순위를 올렸다.

## 같이 보기
- 막울림악기